# Rhizochromulinales
Rhizochromulinales es un grupo de algas marinas que incluye un único género, Rhizochromulina, con una única especie, R. marina. Esta es una especie inusual, pues es un ameboide coloreado con un único flagelo que produce zoosporas distintivas en forma de huso. Estas tienen la estructura de una célula típica de Actinophryida. Antes de que fuera estudiado en detalle, Rhizochromulinales era incluido entre las algas doradas, que son superficialmente similares.